# 스코틀랜드 궤간
스코틀랜드 궤간은 4 ft 6 in (1372mm) 협궤를 가리킨다. 19세기 초반 스코틀랜드 라나르크셔 지역에 건설된 철도에서 이 궤간을 많이 사용하였다. 이는 초기 잉글랜드에서 사용했던 4 ft 8 in 궤간 및 표준궤 4 ft 8½ in 궤간과는 다른 궤간이다. 스코틀랜드에 표준궤 철도가 건설된 1840년대 이후 건설된 철도부터는 이 궤간을 사용하지 않으며, 이후 모든 철도가 표준궤로 개궤되었다. 이후 이 궤간은 1903년부터 도쿄 노면 전차에 사용되었다.

## 스코틀랜드
19세기 초, 중반 여객 철도 중 일부가 이 궤간을 사용하였다.
- 아드로산 앤 존스턴 철도(Ardrossan and Johnstone Railway)[1]: 영업 거리 16km.[2] 1806년 7월 20일 허가받았고 1810년 11월 6일 개통하였다.[3]
- 몽클랜드 앤 키르킨틸로치 철도(Monkland and Kirkintilloch Railway)[4]: 영업 거리 16km.[2] 1806년 7월 20일 허가받았고 1810년 11월 6일 개통하였다.[3]
- 발로치니 철도(Ballochney Railway)[1]: 영업 거리 10.5km.[2] 1826년 5월 19일 허가받았고 1828년 8월 8일 개통하였다.[5]
- 에든버러 앤 달케이스 철도(Edinburgh and Dalkeith Railway)[1]: 1826년 5월 26일 허가받았고 1831년 7월 4일 부분 개통하였다.[5]
- 가른커크 앤 글래스고 철도(Garnkirk and Glasgow Railway)[1]: 영업 거리 13.3km.[2] 1826년 5월 26일 허가받았고 1831년 9월 27일 여객 및 화물 영업 둘 다를 시작하였다.[5]
- 위셔 앤 콜트니스 철도(Wishaw and Coltness Railway)[4]: 영업 거리 17.7km.[2] 1829년 6월 21일 허가받았고 1834년 3월 21일 개통하였다.[3]
- 슬래매넌 철도(Slamannan Railway):[1] 영업 거리 20.1km.[1][2] 1835년 7월 3일 허가받았고 1840년 8월 31일 개통하였다.[3]
- 패이슬리 앤 렌프류 철도(Paisley and Renfrew Railway)[1]: 영업 거리 4.8km.[2] 1835년 7월 21일 허가받았고 1837년 4월 3일 개통하였다.[5] 1866년 표준궤로 개궤되었다.

로버트 스티븐슨 앤 컴퍼니에서도 스코틀랜드 궤간 기관차를 제작한 적이 있었다. 스코틀랜드에는 이 궤간 말고도 1384mm, 1676mm 궤간 철도 노선이 있었다. 이후 모든 철도 노선은 표준궤로 개궤되었다. 1837년 7월 15일에 허가받은 글래스고, 페이슬리, 킬마르녹 앤 아이르 철도와 글래스고, 페이슬리, 그리녹 철도, 칼레도니아 철도는 처음부터 표준궤로 건설되었다. 영국에는 표준궤가 1846년 이후에 본격적으로 도입되었다.

## 일본

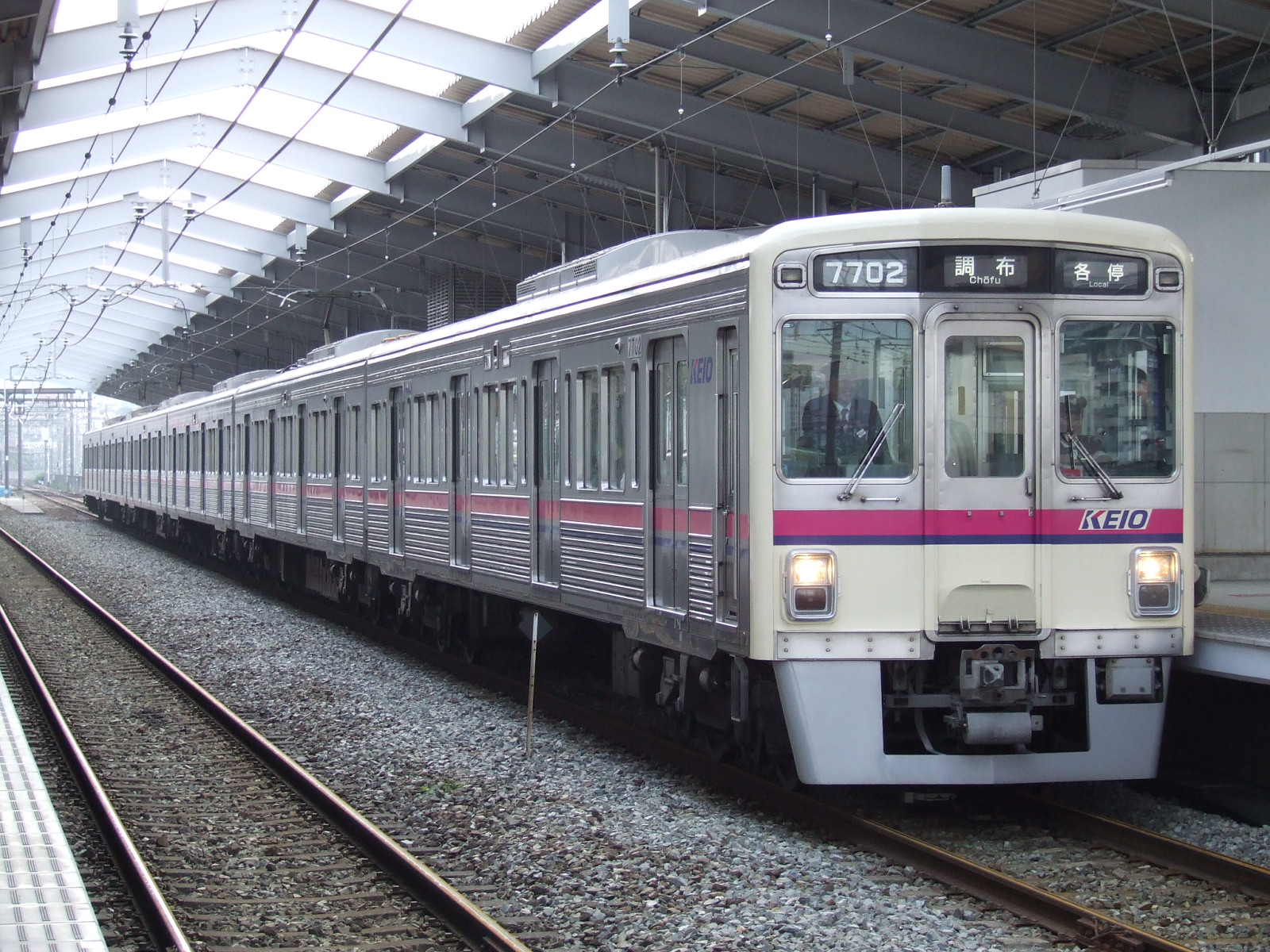
1372mm 궤간을 사용하는 게이오 선

영국에서 스코틀랜드 궤간 철도가 모두 개궤된 이후, 이 궤간은 일본에 등장하였다. 1903년부터 대부분의 도쿄 노면 전차는 이 궤간을 사용하였다. 이후 노면 전차 노선과 연결되는 교외 노선도 이 궤간으로 건설되었다. 비록 도쿄 노면 전차가 대부분 폐선되긴 하였지만, 1372mm 궤간을 사용하는 노선은 아직도 존재한다.
- 게이오 선 및 그 지선: 영업 거리 72km.
- 도에이 신주쿠 선: 영업 거리 23.5km. 게이오 선과 직결 운행된다.
- 도덴 아라카와 선: 영업 거리 12.2km. 도쿄 시영 노면 전차의 유일한 노선이다.
- 도큐 세타가야 선: 영업 거리 5km. 도큐에서 영업하는 노면 전차 노선이다.
- 하코다테 노면전차: 영업 거리 10.9km. 도쿄 이외 지역의 유일한 1372mm 궤간 노선이다.

## 같이 보기
- 협궤
- 표준궤

## 참고 문헌
- Awdry, Christopher (1990). Encyclopaedia of British Railway Companies. London: Guild Publishing.
- Robertson, C.J.A. (1983). The Origins of the Scottish Railway System: 1722-1844. Edinburgh: John Donald Publishers. ISBN 0-85976-088-X.
- Thomas, John (1971). A Regional History of the Railways of Great Britain. Volume 6 Scotland: The Lowlands and the Borders. Newton Abbott: David & Charles. ISBN 0-7153-5408-6.
- Popplewell, Lawrence (1989). A Gazetteer of the Railway Contractors and Engineers of Scotland 1831 - 1870. (Vol. 1: 1831 - 1870 and Vol. 2: 1871 - 1914). Bournemouth: Melledgen Press. ISBN 0-906637-14-7.
- Whishaw, Francis (1842). The Railways of Great Britain and Ireland practically described and illustrated. Second Edition. London: John Weale. Reprinted and republished 1969, Newton Abbott: David & Charles. ISBN 0-7153-4786-1.
- Tetsudō Kyoku, Ministry of Land, Infrastructure, Transport and Tourism (2008). 《Tetsudō Yōran (Heisei 20 Nendo)》 (일본어). Tokyo: Denkisha Kenkyūkai. ISBN 978-4-88548-112-3.